# Accessoire de foyer
Les accessoires de foyer sont les accessoires liés à âtre ou une cheminée. Certains sont destinés à l’entretien du feu, d'autres à la cuisson des aliments. Enfin certains ont vocation décoratives, et prennent le nom de garniture, tels les horloges et pendules de cheminée, les miroirs de cheminée , etc.:

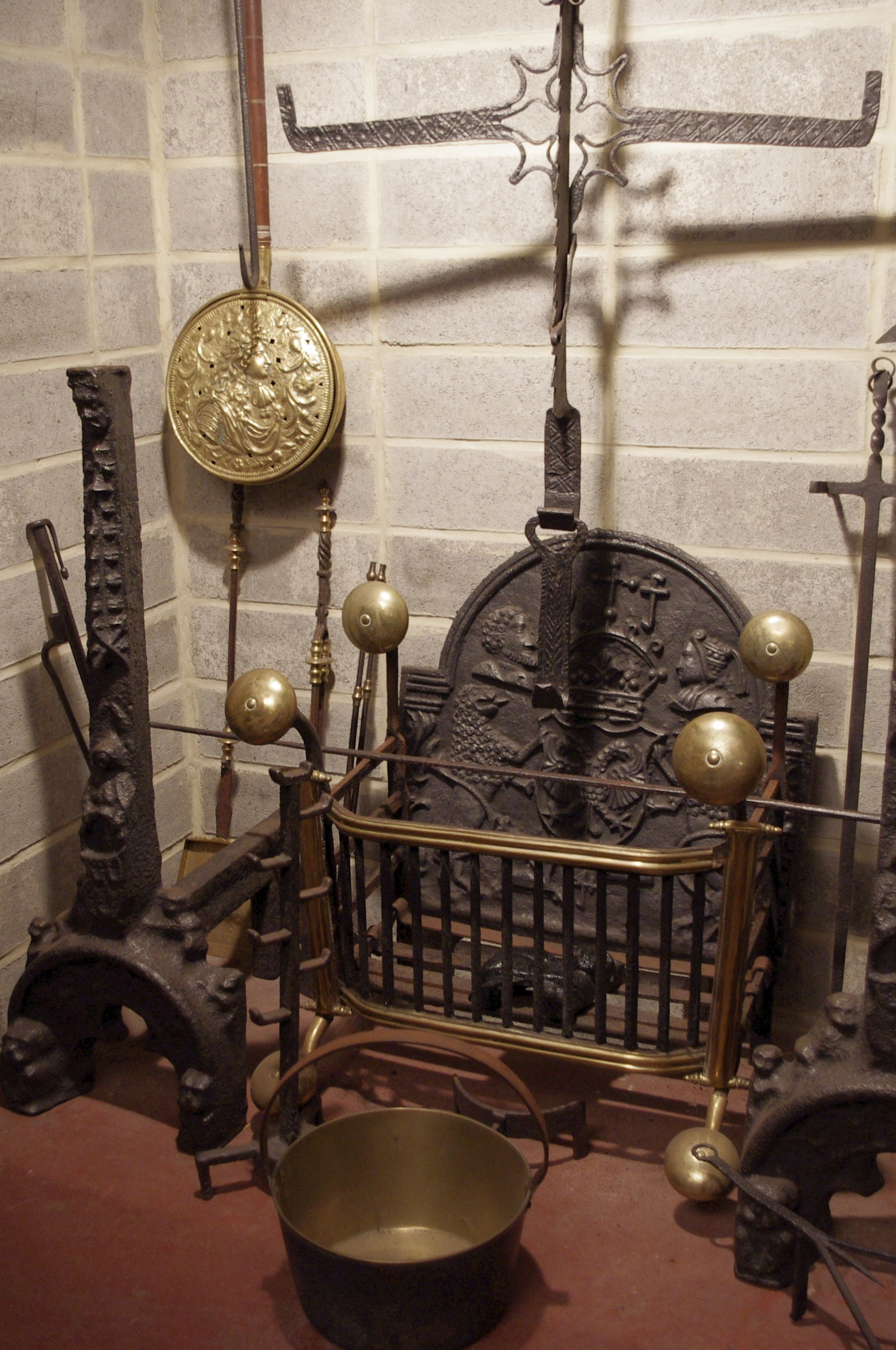
Musée de la Gourmandise, Hermalle-sous-Huy, Belgique - Accessoires de foyer, XVIe siècle et XVIIe siècle, et bassinoire (fin XVIIe siècle, début XVIIIe siècle

- tisonnier, plus rarement appelé attisoir - barre généralement en métal (le plus souvent en fer forgé, mais aussi en bronze ou en laiton), qui est utilisée pour manipuler les tisons;
- soufflet, poche de toile ou de cuir remplie et vidée alternativement pour augmenter temporairement le débit d'air au cœur d'un feu domestique;
- soufflet à bouche, le plus élémentaire des soufflets, un tube dans lequel on souffle pour attiser le feu;
- pelle à braise ou pelle à cendres - Feuille de tôle avec rebords et un manche en bois servant à transporter la braise ou le charbon.
- tenailles et pincettes;
- plaque de foyer - Dans un poêle, la plaque de fonte ou de tôle sur laquelle on pose le bois ou autre combustible;
- plaque de contre-cœur - Plaque de fonte fixée en arrière d'une cheminée pour renvoyer la chaleur vers la pièce et pour protéger la maçonnerie ;
- chenets et landiers- pièces de bois ou de métal souvent placées par paire dans la cheminée et servant à soutenir les bûches dans un foyer, afin que celles-ci n'étouffent pas le feu ou ne roulent.
- crémaillère - tige ou barre (souvent métallique) garnie de crans ou de dents, servant dans une cheminée à suspendre la marmite;
- écran de cheminée - objet ou meuble servant à protéger de l’ardeur des flammes;
- bassinoire ou chauffe-lit - petite bassine contenant des braises et placé sous les couvertures pour chauffer le lit;
- porte-instruments ou serviteur - supporte tisonnier, brosse, balayette et pelle à cendres, pince à braises et soufflet à bouche.

Dans un poêle :
- cendrier - Espèce de tiroir en tôle que l'on place sous la bouche d'un poêle (L'ouverture par laquelle on met le bois ou tout autre combustible) pour recevoir la cendre du foyer.

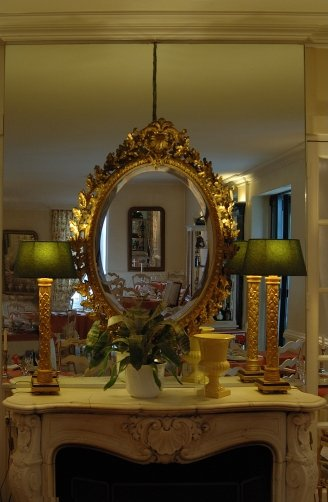
Miroirs du château de Nans-les-Pins.
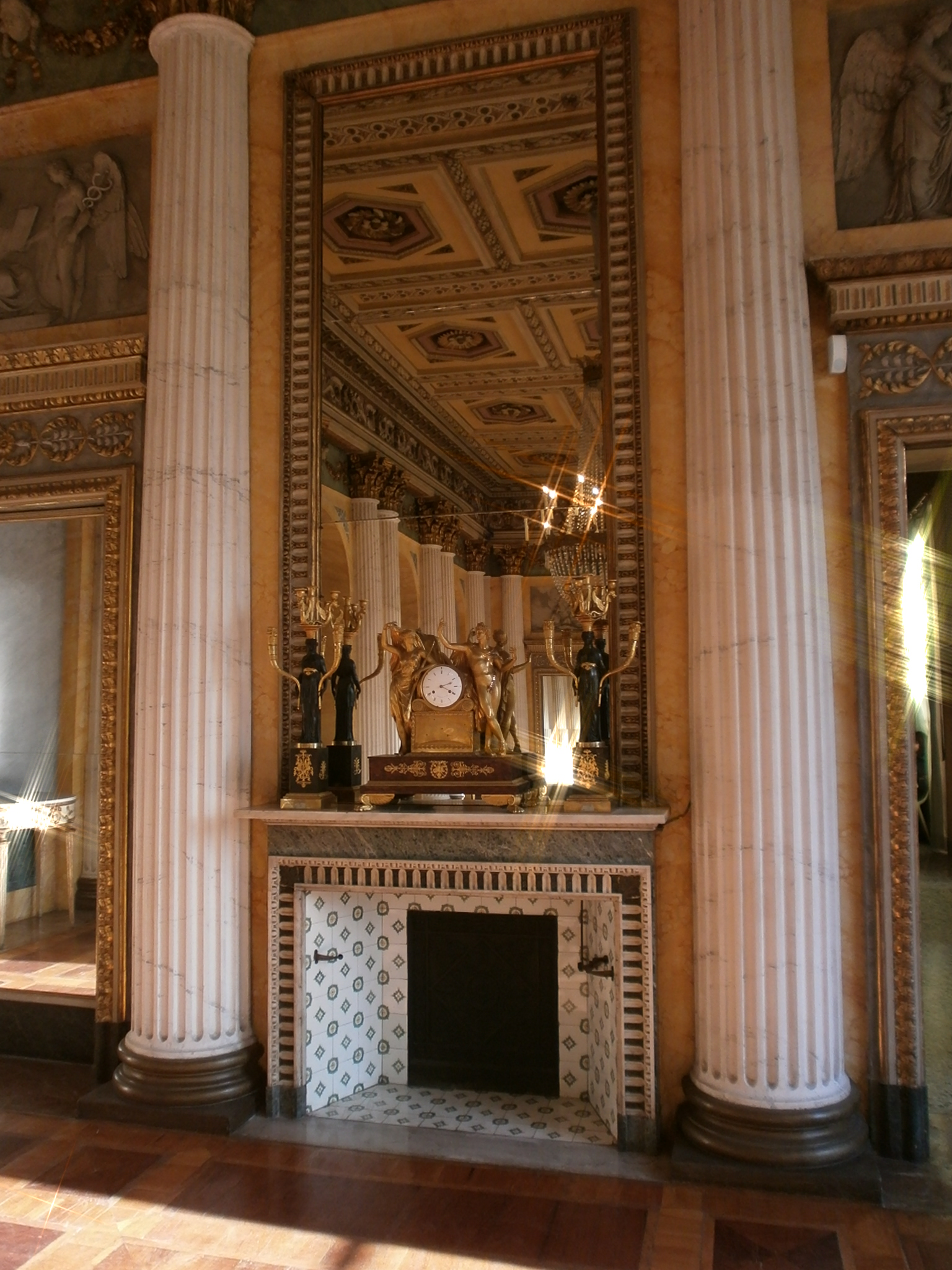
Villa reale belgiojoso - Milan